# گلدان پورتلند
گلدان پورتلند (انگلیسی: Portland Vase) یک گلدان برجسته‌کاری شده شیشه رومی است که تخمین زده می‌شود بین ۱ تا ۲۵ میلادی ساخته شده باشد، هر چند در میان برخی از متخصصین عقیده بر این است که متعلق به دوران پیش از میلاد است. این قطعه شناخته شده‌ترین قطعهٔ ساخته شده از جنس شیشه برجسته رومی است و برای سازندگان شیشه و پرسلان از حدود آغاز قرن ۱۸ به بعد کاملاً الهام‌بخش بود.
گلدان پورتلند برای اولین بار در تاریخ ۱۶۰۰ تا ۱۶۰۱ در روم به ثبت رسید و از سال ۱۸۱۰ در موزه بریتانیا در لندن بوده است. این قطعه نفیس هنری اولین بار در سال ۱۹۴۵ با نمره ثبت اثر (GR 1945,0927.1) خریداری شد و از آن زمان تاکنون در اتاق ۷۰ موزه قرار دارد.

## نگارخانه

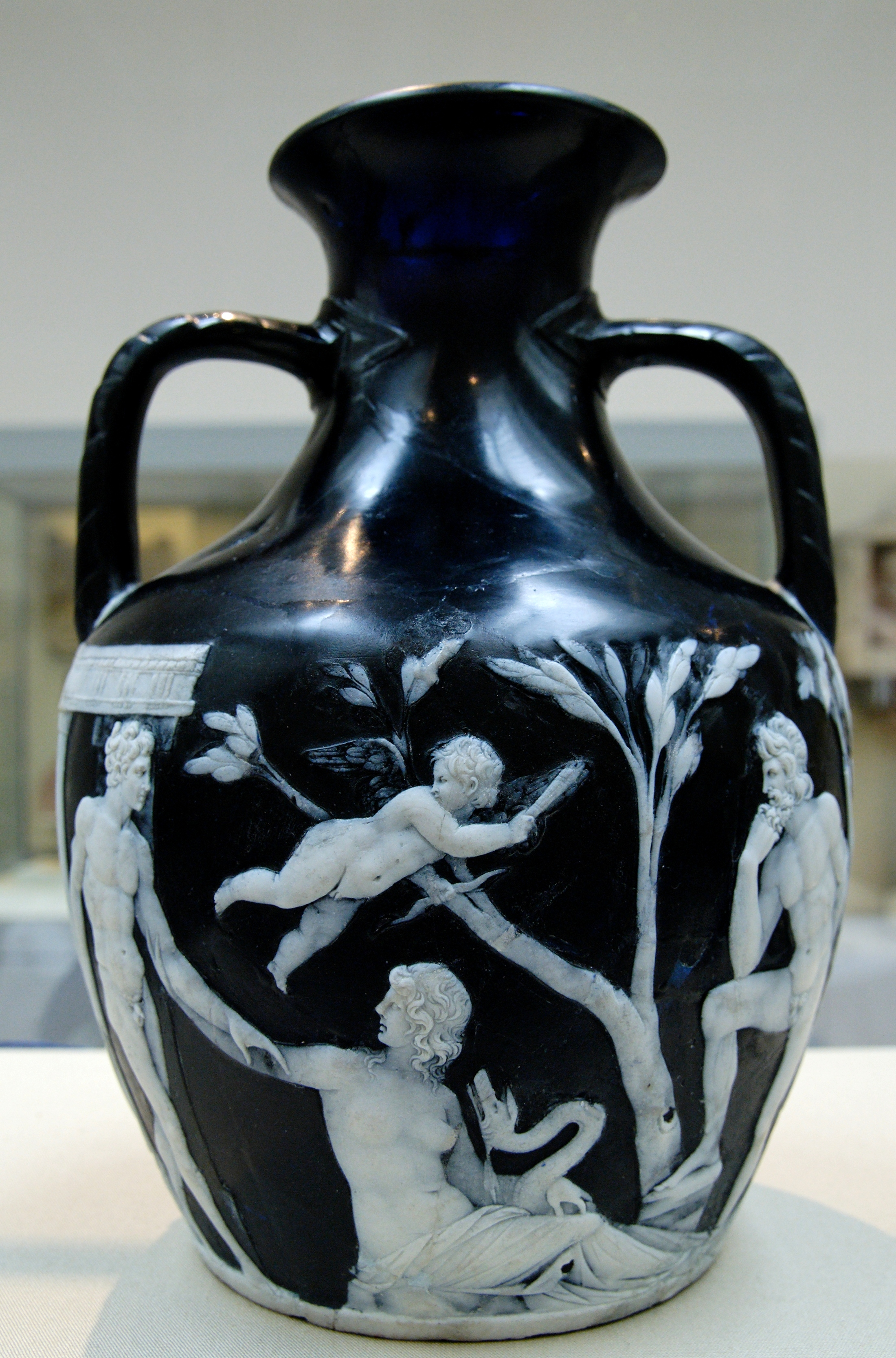
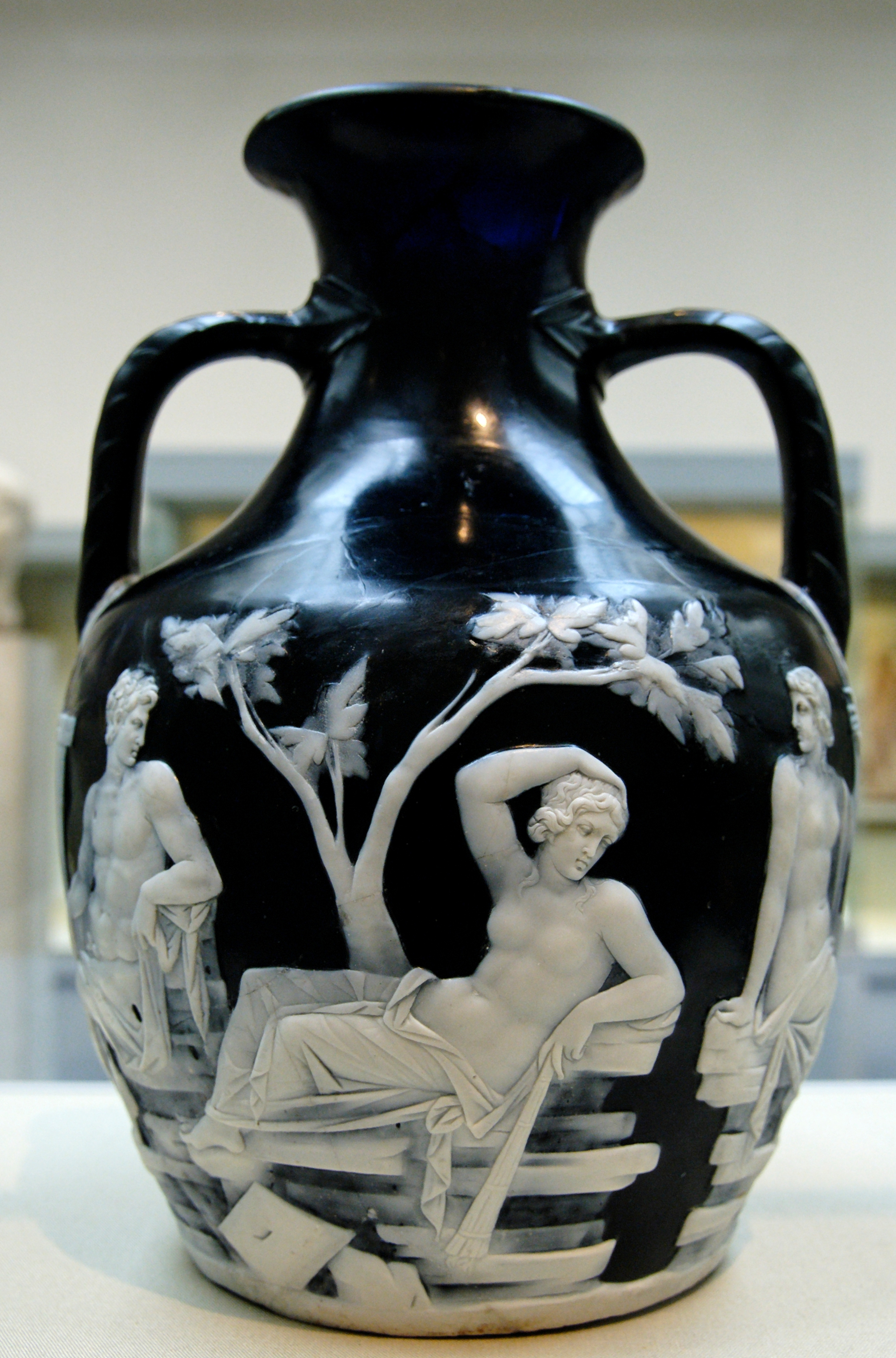
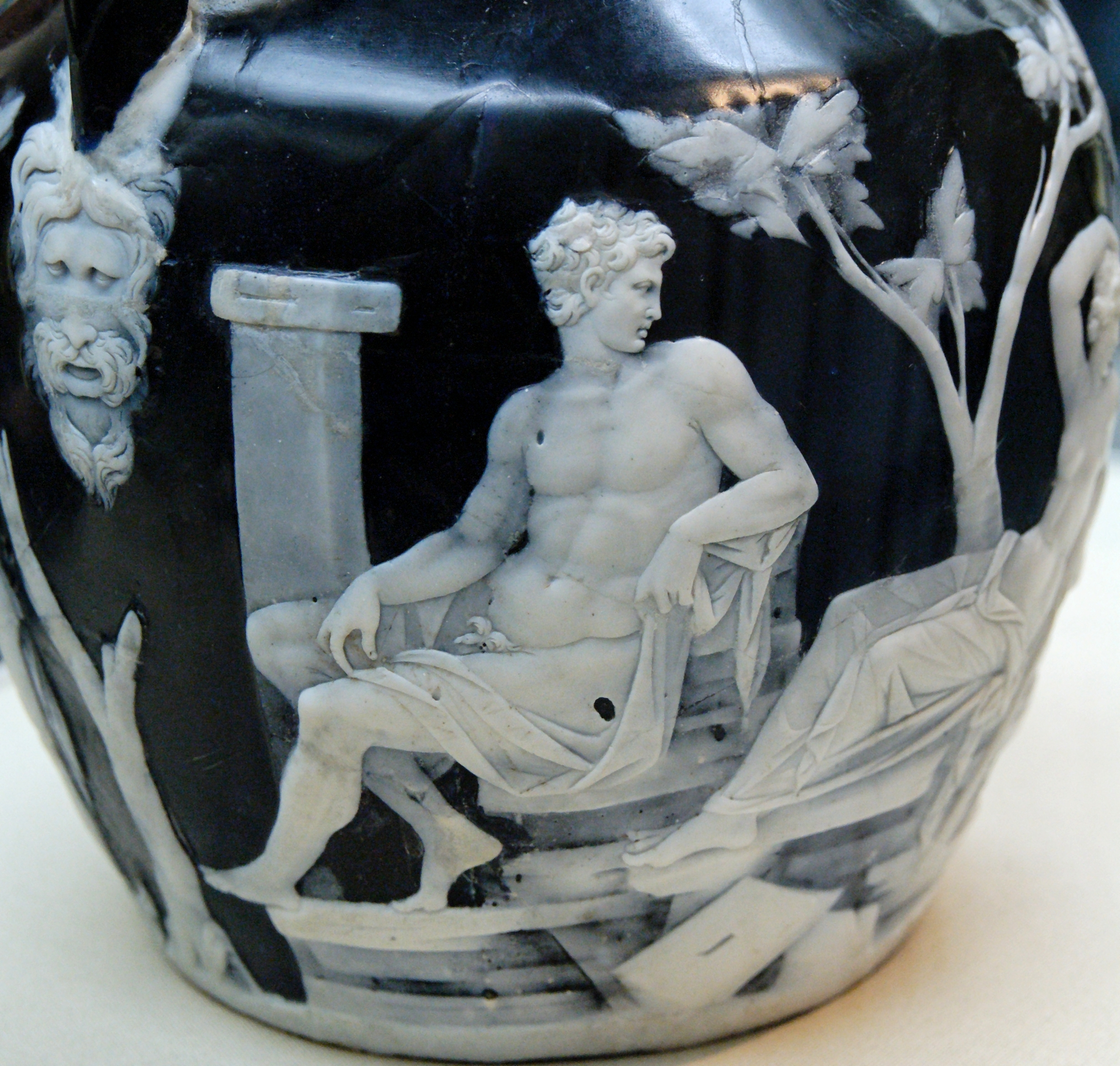
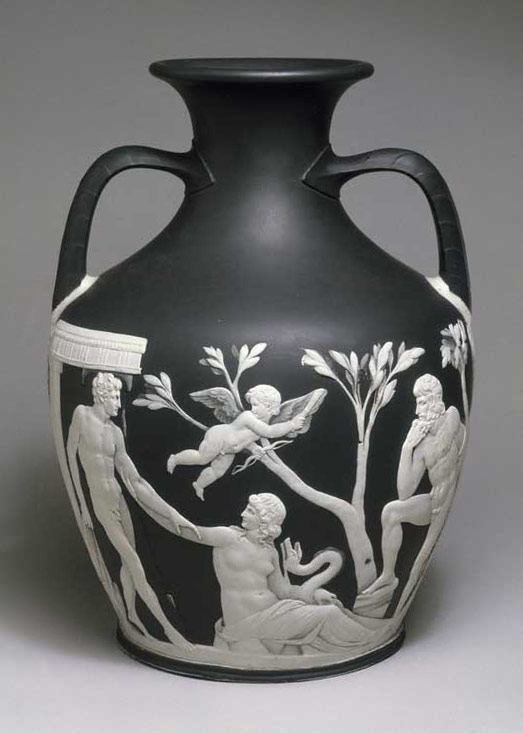
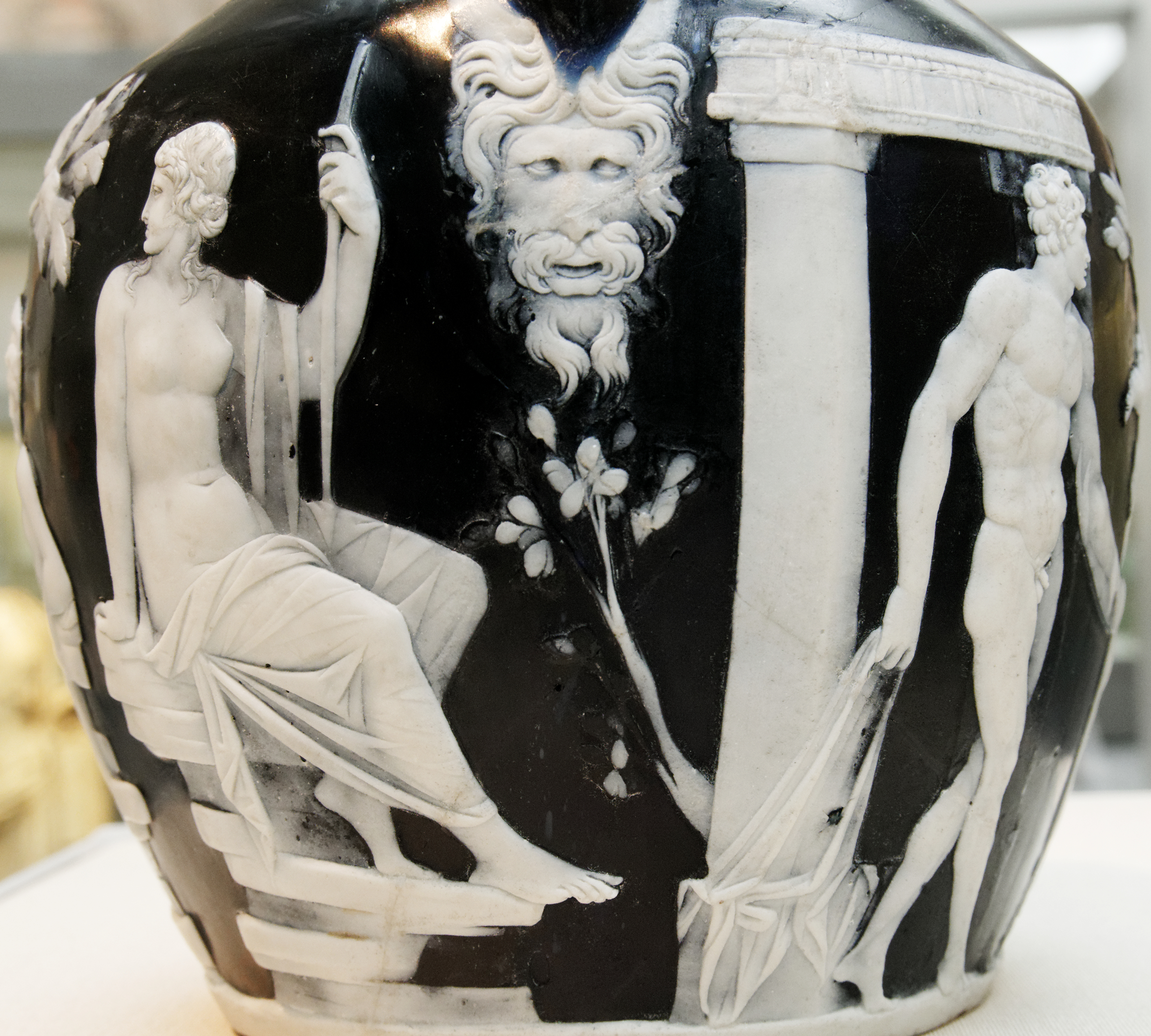